# Landéhen
Landéhen é uma comuna francesa na região administrativa da Bretanha, no departamento Côtes-d'Armor. Estende-se por uma área de 11,76 km². Em 2010 a comuna tinha 1 453 habitantes (densidade: 123,6 hab./km²).